# خوزه فرانسیسکو سوالوس
خوزه فرانسیسکو سوالس (اسپانیایی: José Francisco Cevallos‎؛ زادهٔ ۱۷ آوریل ۱۹۷۱) یک دروازه بان فوتبال بازنشسته اهل اکوادور است. لقب وی "Las Manos del Ecuador" (به فارسی: دستان اکوادور) بود، سوالس به اعتقاد بسیاری بزرگترین دروازه‌بان تاریخ فوتبال اکوادور محسوب می‌شود.

## تیم ملی
وی همچنین در تیم ملی فوتبال اکوادور بازی کرده و برای این تیم در جام جهانی فوتبال ۲۰۰۲ به میدان رفته است.